# Bernhard Haake (Heimatforscher)
Bernhard Haake (geboren 15. August 1904 in Rotenburg (Wümme); gestorben 14. Juli 1993) war ein deutscher Lehrer, Kunsterzieher und Heimatforscher.

## Leben

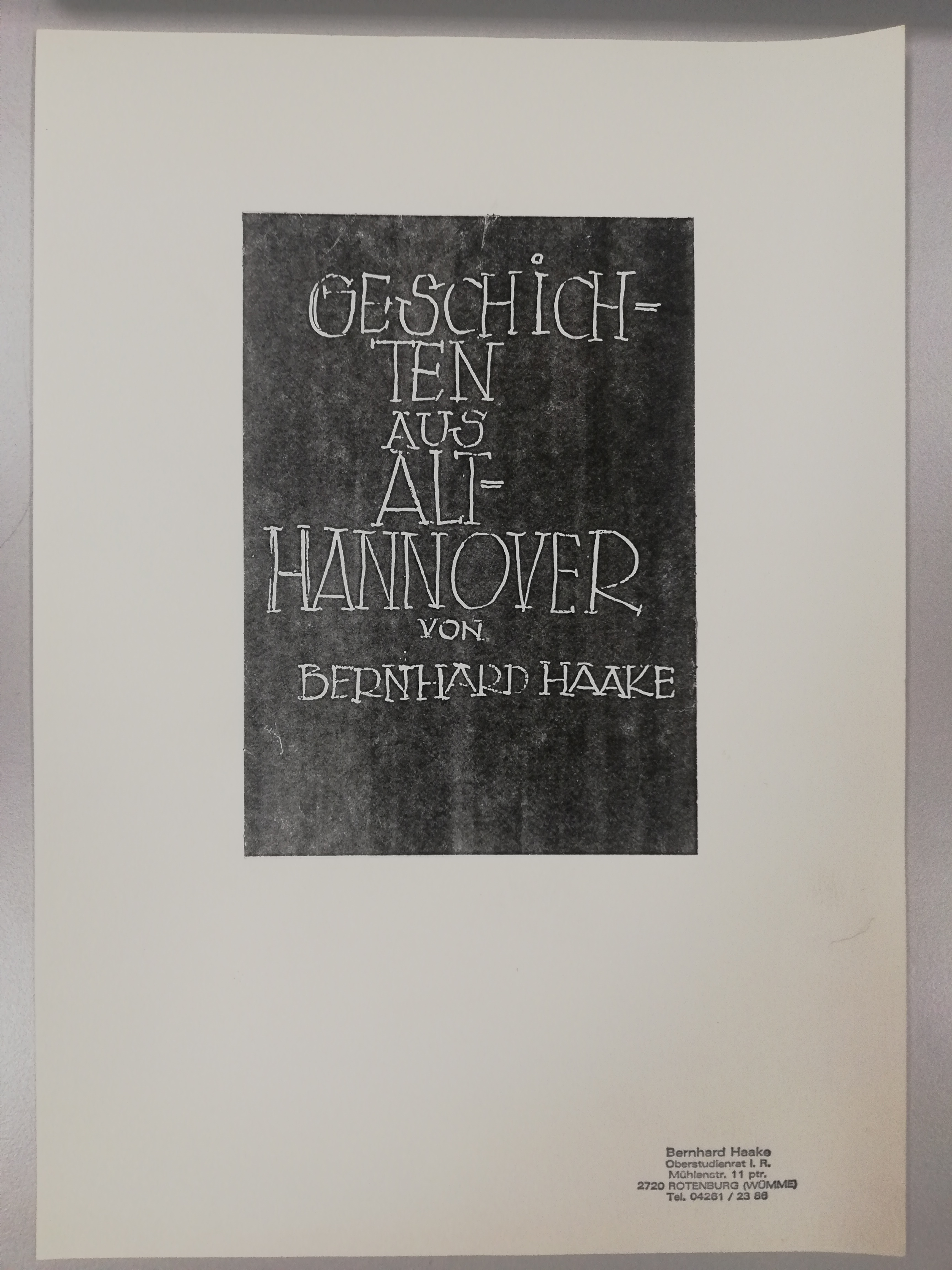
Deckblatt Geschichten aus Alt-Hannover, Stoffsammlung aus Haakes Zeit als Kunsterzieher am Ratsgymnasium in Hannover;
mit Adress-Stempel aus der Mühlenstraße 1 in Rotenburg

Der gebürtige Rotenburger studierte in Kassel, Hamburg, Berlin und Hannover. Anschließend wirkte er zunächst als Lehrer an der Realschule Rotenburg, später in Hannover am dortigen Ratsgymnasium und schließlich – zuletzt als Oberstudienrat – in Scheeßel an der Eichenschule.
Mehr als zwei Jahrzehnte wirkte Haake von 1960 bis 1981 als Vorsitzender der Arbeitsgruppe Kunsthandwerk in Stade.
1984 wurde Bernhard Haake zum Ehrenbürger seiner Heimatstadt Rotenburg an der Wümme ernannt.

## Schriften (Auswahl)
- Verbildung in der Schule? (Aufsatz). In: ?1953
- Das wissenschaftliche Beifach des Kunsterziehers (Aufsatz). In: ?, 1955
- Kunde und Kunsthandwerk. Eindrücke von der Frankfurter Messe (Aufsatz). In: ?, 1955
- Impuls Worpswede. Vortrag zur Eröffnung einer Ausstellung in der Handwerkerform Hannover am 2. März 1968, in: Rotenburger Schriften, Heft 31, 1969, S. 48–63
- Rotenburger Datenbank. Hiesige Geschichte, Rotenburg/Wümme: B. Haake, 1979; Inhaltsverzeichnis
- Rotenburger Lesebuch. Leben und Überleben im historischen Flecken, Rotenburg (Wümme): B. Haake, 1980; Inhaltsverzeichnis
- Rotenburger Handwerksbuch. 1481–1981. Rotenburg/Wümme: Kreishandwerkerschaft Rotenburg, 1981; Inhaltsverzeichnis
- Schiffsruder und Anker zur Pfändung nehmen ... Die vielfältigen Pflichten eines viehländischen Jagdaufsehers im Jahre 1740, Rotenburg 1981
- Ursula Köker-Slama. Worpsweder Kunsthalle. 5.12.1981–3.1.1982, Katalog zur gleichnamigen Ausstellung in der Worpsweder Kunsthalle mit einer Einführung von Bernhard Haake, Hamburg: Christians, 1981
- Wie Boten, Vorläufer unserer Briefträger, vor 200 Jahren entlohnt wurden. Aus der Briefträgerurkunde des Amtes Rotenburg vom Jahre 1690, in: Postgeschichtliche Hefte Weser-Ems, 30. Jahrgang, Bd. 5, 1984, S. 92–94
- Bedeutende Rotenburger Kunsthandwerker, die in der Fremde zu Ruhm und Ansehen gelangten: Jürgen van Glan, Gerhard Schmidt, Johann Heines, Kalkschneider, Gebhard Jürgen Tietge, Steinbildhauer, Rotenburg/Wümme: B. Haake, [circa 1985]
- Secretarius Johann Justus Keip und die Mast im Wedeholz, in: Heimatbeilage der Bremervörder Zeitung, Jg. 14, Heft 5, 1991, S. 5–8
- Lieutenant a. D. Ernst von Schlepegrell, in: Heimatbeilage der Bremervörder Zeitung, Jg. 14, Heft 12, 1991, S. 6–8
- Geschichten aus Alt-Hannover. Unveröffentlichtes Typoskript mit einer Sammlung der in Hannover von 1932 bis 1942 entdeckten Stoffe, Rotenburg (Wümme), Mühlenstraße 11 parterre, [ohne Datum][2]